# Mike Luce

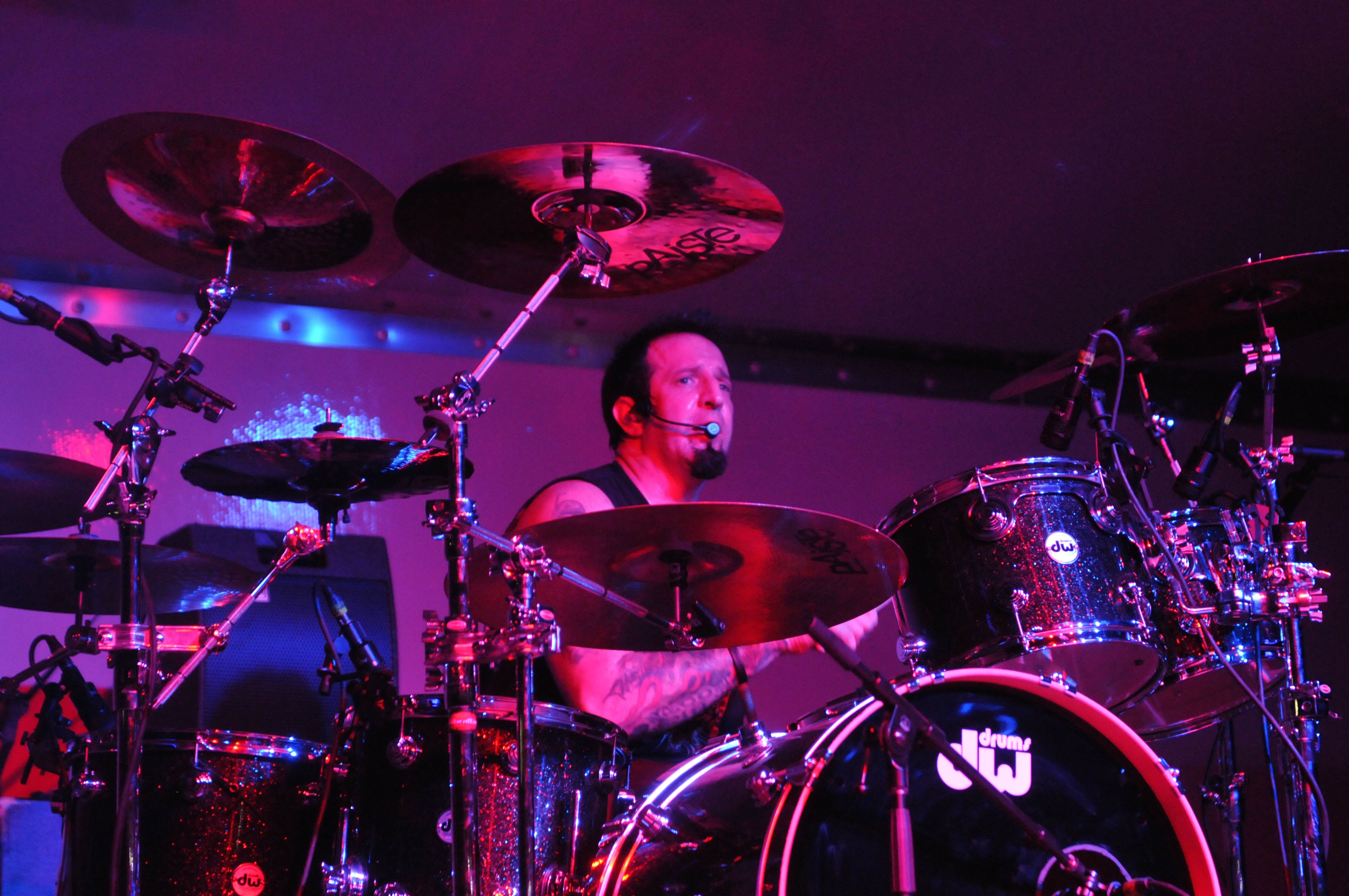

Mike Luce (Dallas, Texas; 25 de septiembre de 1971) es un baterista estadounidense, más conocido por tocar la batería en la banda de Alternative Metal Drowning Pool.

## Carrera musical
Mike Luce se unió a Drowning Pool en agosto de 1996 y ha sido miembro permanente de esta banda desde entonces. Mike es también vocalista secundario en los recitales en vivo de Drowning Pool.